# Коротка історія часу
«Коротка історія часу» — науково-популярна книга, написана британським фізиком Стівеном Гокінгом і опублікована вперше в 1988 році. Книжка стала бестселером, за 20 років було продано понад 10 мільйонів примірників. Також протягом 4 років входила до списку бестселерів за версією британської газети Sunday Times. До 2001 року книгу було перекладено 35 мовами.

## Огляд
«Коротка історія часу» намагається висвітити для пересічного читача широкий спектр питань в галузі космології, зокрема великий вибух, чорні діри та світлові конуси. Її головне завдання — оглянути ці питання, але ця книжка також намагається пояснити деякі складні аспекти математики. Починаючи з видання 1996 року в «Короткій історії часу» розглядається можливість подорожей у часі та червоточин, а також досліджується можливість існування всесвіту без квантової сингулярності на початку часу.
На початку 1983, Гокінг звернувся з ідеєю популярної книжки про космологію до Саймона Міттона, редактора книжок з астрономії в Cambridge University Press. Міттон мав сумніви щодо присутності рівнянь в чернетці книжки, які на його думку відлякували б покупців в аеропортових книгарнях, на яких розраховував Гокінг. Не без It was with some difficulty йому вдалося вмовити Гокінга викинути всі рівняння крім одного. Сам автор зазначив в розділі подяк, що кожне рівняння в книжці зменшувало б кількість читачів удвоє, тож він залишив лише одне: E = mc2. У книжці використано деяка кількість складних моделей, діаграм та інших ілюстрацій, щоб пояснити поняття, які розглядаються.

## Редакції
- 1988: Перша редакція. Містить вступ від Карла Саґана, що розповідає наступну історію: Саґан був в Лондоні на науковій конференції в 1974, і між лекціями він зайшов у іншу кімнату, де відбувалася велика зустріч. «Я зрозумів, що бачу давню церемонію: обирання нових членів Королівського товариства, однієї з найстаріших наукових організацій на планеті. В передньому ряді, юнак в інвалідному візкові дуже повільно підписувався на книжці, що на своїх перших сторінках мала підпис Ісаака Ньютона… Вже тоді Стівен Гокінг був легендою». В своєму вступі, Саґан йде далі й називає Гокінга «гідним нащадком» Ньютона і Поля Дірака, які обидвоє були Лукасівськими професорами математики.

Після першої редакції цей вступ прибрали, оскільки авторські права належали Саґану, а не Гокінгу або видавцеві, і видавець не мав права передруковувати цей вступ нескінченно. В пізніших редакціях Гокінг написав свій вступ.
- 1996: Ілюстрована, оновлена і розширена редакція. Ця редакція з твердою обкладинкою містила повнокольорові ілюстрації й фотографій, щоб краще пояснити текст, а також додаткові теми, яких не було в ранішій редакції.
- 1998: Редакція присвячена 10-й річниці. Текст не змінився з редакції 1996, але випущено також варіант в м'якій обкладинці з лише декількома ілюстраціями. ISBN 0553109537
- У вересні 2005 вийшла «Найкоротша історія часу» (у співпраці з Леонардом Млодіновим), яка є скороченою версією першої книжки. В ній було оновлено моменти, пов'язані з науковим поступом. ISBN 0-553-80436-7

## Переклад українською
У 2014 році спільнота форуму r2u.org.ua переклала цю книжку українською мовою.
- Стівен Гокінг Коротка історія часу: Від великого вибуху до чорних дір. Переклад з англійської: колективний.[3] Київ: К. І. С., — 2015. — 201 стор. ISBN 978-617-684-106-7 (epub), ISBN 978-617-684-105-0 (Серія SCEPTICA) : українське видання [Архівовано 2 березня 2015 у Wayback Machine.]

У 2016 році було видано «Найкоротшу історію часу»:
- Найкоротша історія часу / С. Гокінґ, Л. Млодінов ; переклад Ігоря Андрущенка. — Харків: Видавництво «Клуб Сімейного Дозвілля», 2016. — 160 с. ISBN 978-617-12-1054-7

## Фільм
В 1991 році , Еррол Морріс створив документальний фільм про Гокінга, але попри назву фільм є біографією Гокінга, а не сфільмована версія книжки.

## Опера
Столична опера Нью-Йорка планує прем'єру вистави за книжкою Гокінга в 2015–16рр. Композитор Освальдо Голіхов, лібрето від Альберто Мангуель, режисер Робер Лепаж.